# إيطالو غربية
اللغات الإيطالو غربية (بالإنجليزية: Italo-Western languages) أكبر مجموعة فرعية في تصنيفات اللغات الرومانسية. وتتألف المجموعة من 2 مجموعات فرعية : الإيطالية الدلماسية، والغربية.
مجموعة إيطالية دلماسية تشمل الإيطالية، لغات وسط وجنوب إيطاليا، على سبيل المثال، النابولي واللغة الصقلية ، وكذلك اليهودية الإيطالية بالإضافة إلى الدلماتية المنقرضة.
مجموعة غرب إيطالو غربية تشمل 32 لغة في مجموعات فرعية أخرى :
1. بيرنين مزربيك : مجموعة تتألف من لغتين : أراغونية والمزربيك
2. لغات غالية - أيبيرية تضم المجموعة :
  1. لغات غالية - رومانسية تضم المجموعة :
    1. اكستانو رومانسية في جنوب فرنسا والمناطق المجاورة لها وتشمل القسطانية
    2. جالو إيطالية
    3. رهاتو الرومانسية تشمل الرومانشية من جنوب سويسرا، اللادن في جبال الدولوميت، الفريلايان من فريولي
    4. أويلية بما في ذلك الفرنسية ولغة الوالون

  2. لغات أيبيرية - رومانسية تضم المجموعة :
    1. لغات غرب أيبيرية : الأسبانية والبرتغالية والجليقية واللادينو والميراندية، الخ.
    2. لغات شرق أيبيرية : الكتلانية